# Perdita californica
Perdita californica är en biart som först beskrevs av Cresson 1878.  Perdita californica ingår i släktet Perdita och familjen grävbin. Inga underarter finns listade i Catalogue of Life.